# Національний музей Ісландії
Національний музей Ісландії (ісл. Þjóðminjasafn Íslands) — національний музей у столиці Ісландії місті Рейк'явіку.
Заклад розташований у прилаштованій функціональній будівлі на Сідургата, 41 (Рейк'явік—101, Ісландія).

## Історія
Національний музей Ісландії був заснований у Рейк'явіку 24 лютого 1863 року.
Першим куратором музею став відомий ісландський вчений-фольклорист і краєзнавець Йон Арнасон (Jón Árnason), який раніше керував різними музеями в тодішній метрополії — Данії. Другим куратором музею був відомий ісландський митець Сіґурдур Ґудмундссон (Sigurður Guðmundsson), якому заклад завдячує створенням колекції старожитностей, власне заклад мав назву «Зібрання старожитностей» до 1911 року.
Перш ніж оселитися 1950 року в теперішньому приміщенні (на Сідурґата, 41) Національний музей Ісландії займав різноманітні старовинні будинки Рейк'явіка, в тому числі містився у підвалі Національної бібліотеки (тепер Будинок Культури) впродовж чотирьох десятиліть.
У 1947—1968 рр. директором музею був майбутній президент Ісландії Крістьян Елд'ярн.